# Peter-Theodor Wilrich
Peter-Theodor Wilrich (* 8. Februar 1937 in Dresden) ist ein deutscher Statistiker und emeritierter Professor an der Freien Universität Berlin.

## Leben
Wilrich studierte von 1956 bis 1962 Physik, Elektrotechnik und Nachrichtentechnik an der Universität Hamburg und der RWTH Aachen. Seine wissenschaftliche Laufbahn begann er am Institut für Statistik der RWTH Aachen unter der Leitung von Kurt Stange: zunächst als Wissenschaftlicher Assistent (1962–1970), dann als Oberingenieur (1970–1972) und Wissenschaftlicher Rat und Professor (1972–1976). Promoviert wurde er dort 1967, habilitiert 1972. Von 1976 bis zu seiner Emeritierung 2003 war er Ordentlicher Professor für Statistik an der Freien Universität Berlin. Er forschte zudem an der Stanford University.

## Wirken
Peter-Theodor Wilrich ist einer der führenden Vertreter der Technischen Statistik. Als Schüler von Kurt Stange befasste er sich zunächst mit Bedienungssystemen. Der Titel seiner Dissertation lautete „Das Zeitverhalten offener exponentieller Warteschlangensysteme mit einer oder mehreren parallelen Bedienungsstationen und unendlich vielen Warteplätzen“. Seine Hauptarbeitsgebiete waren in der Folge die statistische Qualitätskontrolle und die statistische Analyse von Messsystemen. Daneben arbeitete er auf weiteren klassischen Gebieten der Technischen Statistik wie der Zuverlässigkeitskontrolle und der Versuchsplanung, verbunden mit vielfältigen Anwendungen der statistischen Methoden. Bekannt sind die regelmäßigen internationalen Tagungen „Frontiers in Statistical Quality Control“, deren Ergebnisse er in acht Proceedings Bänden herausgegeben hat. Darüber hinaus ist Wilrich Autor von vier weiteren Monographien und von mehr als 60 wissenschaftlichen Artikeln.
An der Gründung des Ausschusses für Technische Statistik der Deutschen Statistischen Gesellschaft (DStatG) im Jahre 1982 war Wilrich maßgeblich beteiligt; er leitete den Ausschuss von 1983 bis 1990. 1996 wählten ihn die Mitglieder der DStatG zu ihrem Vorsitzenden. Dieses Amt hatte er von 1996 bis 2000 inne; es folgte eine Amtsperiode als stellvertretender Vorsitzender von 2000 bis 2004. Von 2003 bis 2005 leitete Wilrich das Nationale Wissenschaftliche Programmkomitee des 54. Weltkongresses des Internationalen Statistischen Instituts in Berlin. 2008 wählte ihn die Deutsche Statistische Gesellschaft zu ihrem Ehrenmitglied.
Schwerpunkte in seiner Forschung waren statistische Methoden im Qualitätsmanagement und die statistische Beurteilung der Genauigkeit von Messsystemen.

## Schriften (Auswahl)

### Als Autor
- Das Zeitverhalten von einfachen offenen exponentiellen Warteschlangensystemen mit unendlich vielen Warteplätzen. Unternehmensforschung 12 (1968), S. 185 ff.
- Das Zeitverhalten von offenen exponentiellen Warteschlangensystemen mit zwei parallelen gleichen Bedienungsstationen und unendlich vielen Warteplätzen. Ablauf- und Planungsforschung 10 (1969), S. 261 ff.
- Mit Ulrich Graf, Hans-Joachim Henning: Statistische Methoden bei textilen Untersuchungen. 2. neubearbeitete Auflage. Berlin / Heidelberg / New York: Springer-Verlag 1974.
- Mit Hans-Joachim Lenz: Comparison of two sampling systems – Military Standard 105 D and Skip-Lot. In: Methods of Operations Research, Vol. 29 (1978), S. 649–656.
- Qualitätsregelkarten bei vorgegebenen Grenzwerten. Qualität und Zuverlässigkeit 24 (1979), S. 260–271.
- Mit U. Graf; Hans-Joachim Henning; Kurt Stange: Formeln und Tabellen der angewandten mathematischen Statistik. Berlin / Heidelberg / New York: Springer-Verlag 1987.
- Single Sampling plans for inspection by variables in the presence of measurement error. Allgemeines Statistisches Archiv 84, 2000, S. 239–250.
- Mit E. Holst, P. Thyregod, P.: On conformity testing and the use of two stage procedures, in: International Statistical Review 69, 3, (2001), pp. 419-432
- Statistical Concepts of Capability of Detection. Appl. Stochastic Models Bus. Ind. 18 (2002), pp. 339-346
- The scientific programme of the 54th Session 2003 of the International Statistical Institute in Berlin. In: Congress Report of the National Organising Committee (NOC) for the 54th Session of the International Statistical Institute (ISI) in Berlin 2003 (2004), 7-14
- Mit Ch. Müller, M. Gaal, M., M. Scharmach, S. Baer, A. Lewis, T. Bloodworth, D. Guelle: ITEP test trials for detection reliability assessment of metal detectors. Journal of Mine Action (2), Nov. 2004
- Rounding of measurement values and derived values. Measurement 37 (2005), 21-30
- Robust estimates of the theoretical standard deviation to be used in interlaboratory precision experiments. Accred Qual Assur 12 (2007), 231-240.
- Variables sampling under measurement error. In Ruggeri, F., Kennett, R., and Faltin, F. W. (eds): Encyclopedia of Statistics in Quality and Reliability. Chichester, UK: Wiley 2007, S. 2059–2062.
- Mit Ulrich Rendtel, Ulrike C. Wasmuht: Emil Julius Gumbel. Innovativer Statistiker und engagierter Pazifist. In: AStA Wirtschafts- und Sozialstatistisches Archiv. Band 15, Nr. 3–4, 2021, S. 273–291, doi:10.1007/s11943-021-00293-0.

### Als Herausgeber
- Mit Hans-Joachim Lenz, G. B. Wetherill (ed): Frontiers in Statistical Quality Control, Band 1–4. Würzburg: Physica-Verlag 1981, 1985, 1987, 1992.
- Mit Hans-Joachim Lenz (ed.): Frontiers in Statistical Quality Control, Band 5–8. Heidelberg: Physica-Verlag 1997, 2001, 2004, 2006.

## Mitgliedschaften
- International Statistical Institute (elected member)
- Deutsche Statistische Gesellschaft (Ehrenmitglied seit 2008)
- American Society for Quality